# وحدة تعريف المشترك المضمنة

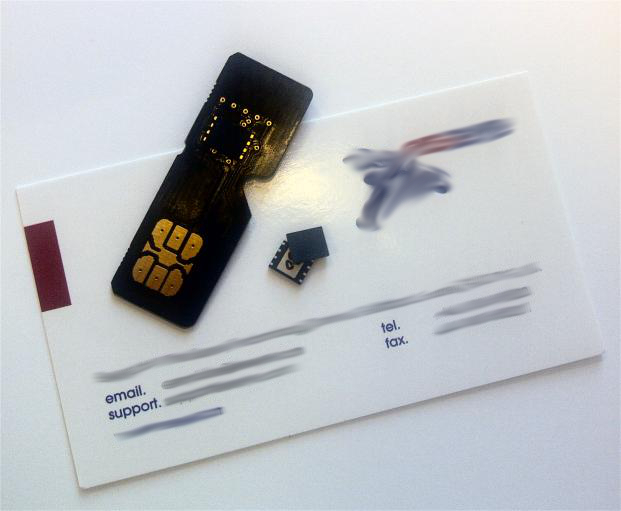

وحدة تعريف المشترك المضمنة (بالإنجليزية: embedded Subscriber Identity Module) اختصاراً eSIM، هي شريحة اتصال تكون مضمنة داخل اللوحة الأم للهاتف أو الأجهزة الذكية عموماً ولها نفس وظيفة الشريحة التقليدية العبارة عن دائرية إلكترونية متكاملة مصنوعة من السليكون هدفها توفير رقم مميز أو “هوية” لمشتركي خدمات الشبكات الخلوية، تتفوق الشريحة الألكترونية عن التقليدية من عدة طرق أهمها عدم الحاجة إلى تغييرها فالمعلومات المخزنة عليها قابلة للتعديل ما يعني أن المستخدم يستطيع عبر الإعدادات اختيار الرقم وشركة الاتصالات التي يود الاشتراك فيها كما أن باستطاعته أيضاً تغيير الرقم والشركة بسهولة فقط من خلال الإعدادات أو الاتصال بمزود الخدمة، وبالإمكان أيضاً إضافة أكثر من رقم عليها دون الحاجة إلى استبدال شريحة الاتصال أو شراء واحدة جديدة. كما تعتبر الشريحة الألكترونية بديل أكثر تطوراً لشريحة الاتصالات التقليدية SIM.
تعد eSIM أحد المواصفات العالمية من قبل الجمعية الدولية لشبكات الهاتف المحمول والتي تتيح توفير بطاقة SIM عن بُعد لأي جهاز محمول، وتعرف GSMA eSIM على أنها SIM للجيل التالي من جهاز المستهلك المتصل، ويمكن أن يكون حل الشبكات باستخدام تقنية eSIM قابلاً للتطبيق على نطاق واسع على إنترنت الأشياء المختلفة. حالياً لا يوجد سوى عدة شركات تدعم الشريحة الألكترونية في أماكن متفرقة من العالم مثل الولايات المتحدة الأمريكية وبريطانيا والصين وبعض الدول الأخرى.
كانت GSMA تناقش إمكانات بطاقة SIM القائمة على البرامج منذ عام 2010. بينما لاحظت Motorola أن eUICC موجهة للأجهزة الصناعية، إلا أن Apple «عارضت وجود أي بيان يحظر استخدام UICC مضمن في منتج استهلاكي». في عام 2012،  اختارت المفوضية الأوروبية نسق UICC لخدمة مكالمات الطوارئ داخل السيارة والمعروفة باسم eCall. يجب أن يكون لدى جميع موديلات السيارات الجديدة في الاتحاد الأوروبي واحدة بحلول عام 2018 لتوصيل السيارة على الفور بخدمات الطوارئ في حالة وقوع حادث. لدى روسيا خطة مماثلة مع نظام لوناس (نظام تحديد المواقع عبر الأقمار الصناعية) والذي يسمى ERA-GLONASS. تسعى سنغافورة للحصول على آراء عامة حول تقديم eSIM كمعيار جديد مع دخول المزيد من الأجهزة المتوافقة إلى السوق. تسعى الشركات مستقبلاً للاستفادة من شريحة الاتصال الإلكترونية ودمجها ليس فقط في الهواتف والأجهزة اللوحية بل أيضاً في أجهزة الحاسوب المكتبية واللابتوب والسيارات والمنازل والأجهزة المنزلية والطبية تقريباً كل شيء حولنا سوف يكون متصل بالإنترنت.
قدمت مايكروسوفت نظام eSIM لنظام التشغيل ويندوز 10 في عام 2018.